# Sádek (Pardubice)
Sádek é uma comuna checa localizada na região de Pardubice, distrito de Svitavy.